# Harrison Ice Ridge
Harrison Ice Ridge är en bergstopp i Antarktis. Den ligger i Västantarktis. Inget land gör anspråk på området. Toppen på Harrison Ice Ridge är 583 meter över havet.
Terrängen runt Harrison Ice Ridge är platt.  Trakten är obefolkad. Det finns inga samhällen i närheten.